# Leanid Cichanau
Leanid Nikanorawicz Cichanau (biał. Леанід Ніканоравіч Ціханаў, ros. Леонид Никанорович Тихонов, Leonid Nikanorowicz Tichonow; ur. 19 lutego 1938 w Ołońcu) – białoruski historyk i polityk, w latach 1997–2000 członek Rady Republiki Zgromadzenia Narodowego Republiki Białorusi I kadencji; doktor nauk historycznych (odpowiednik polskiego stopnia doktora habilitowanego), profesor.

## Życiorys
Urodził się 19 lutego 1938 roku w miasteczku Ołoniec w Karelskiej ASRR, w Rosyjskiej FSRR, ZSRR. W 1961 roku ukończył Grodzieński Państwowy Instytut Pedagogiczny, uzyskując wykształcenie nauczyciela matematyki. Zdobył stopień naukowy kandydata nauk pedagogicznych (odpowiednik polskiego stopnia doktora). Temat jego dysertacji kandydackiej brzmiał: Podstawowe kierunki działalności organizacji pionierskiej Białorusi w latach powojennych (1945–1968) (Mińsk, 1971). W 1988 roku zdobył stopień doktora nauk historycznych (odpowiednik polskiego stopnia doktora habilitowanego). Temat jego dysertacji doktorskiej brzmiał: Kierownictwo KPZR komunistycznym wychowaniem młodzieży szkolnej (1961–1980): (Na materiałach organizacji partyjnych Białorusi) (Kijów, 1987). W 1989 roku został profesorem.
W latach 1960–1962 pracował w aparacie Komsomołu w obwodzie grodzieńskim. W latach 1962–1964 służył w szeregach Armii Radzieckiej. W latach 1964–1969 był kierownikiem wydziału w Komitecie Centralnym (KC) Leninowskiego Komunistycznego Związku Młodzieży Białorusi. W latach 1969–1978 pracował jako instruktor w Wydziale Nauki i Szkolnictwa KC Komunistycznej Partii Białorusi. W latach 1978–1989 pełnił funkcję prorektora ds. naukowych Państwowego Pedagogicznego Instytutu Języków Obcych w Mińsku. W latach 1989–1993 był pierwszym prorektorem ds. dydaktycznych Mińskiego Państwowego Instytutu Pedagogicznego. Od 1993 roku pełnił funkcję rektora Białoruskiego Państwowego Uniwersytetu Pedagogicznego im. Maksima Tanka. Od 1994 roku był przewodniczącym Prezydium Krajowego Towarzystwa Pedagogicznego.
13 stycznia 1997 roku został członkiem nowo utworzonej Rady Republiki Zgromadzenia Narodowego Republiki Białorusi I kadencji. Pełnił w niej funkcję zastępcy przewodniczącego Stałej Komisji ds. Międzynarodowych i Bezpieczeństwa Narodowego. Jego kadencja zakończyła się 19 grudnia 2000 roku.

## Odznaczenia
- Order Przyjaźni Narodów (ZSRR);
- Honorowy Tytuł „Zasłużony Działacz Nauki Republiki Białorusi” (1997);
- dwie Gramoty Pochwalne Rady Najwyższej Białoruskiej SRR[1].

## Życie prywatne
Leanid Cichanau jest żonaty, ma córkę.